# Gavial
El gavial (Gavialis gangeticus) o cocodril del Ganges és una espècie de crocodilià de la família Gavialidae. Procedent del nord de l'Índia, és un dels tres tipus de crocodilis originaris d'aquest país, juntament amb el cocodril persa (Crocodylus palustris) i el cocodril marí (Crocodylus porosus).
Actualment la població global de gavial s'estima en menys de 235 exemplars. Es troben en perill per la pèrdua del seu hàbitat, el riu, per les xarxes de pesca i també per la disminució de peixos. Se'l considera un animal en «perill crític» en la llista vermella de la UICN.

## Característiques
El gavial és un dels cocodrils no extingits més gran que pot arribar a mesurar 6,25 m, tot i que la mida mitjana d'un adult es troba entre els 3,5 i els 4,5 m. Aquesta varia entre mascles (més grans) que arriben a mesurar 5 m, i les femelles que mesuren fins a 3,75 m. Les cries mesuren uns 37 cm de llarg, als 18 mesos arriben al metre de longitud. El pes corporal mitjà d'aquesta espècie va dels 160 als 250 kg.
Els tres exemplars més grans registrats són, un gavial de 6,5 m caçat al riu Gogra de Faizabad l'agost de 1920; un individu de 6,3 m trobat al riu Cheko de Jalpaiguri el 1934 i un de 7 m al riu Kosi, al nord de Bihar el gener de 1924. Aquests individus podrien arribar a pesar 977kg. Es creu que individus d'aquesta mida eren habituals en el passat, però no se'n troben en l'actualitat.

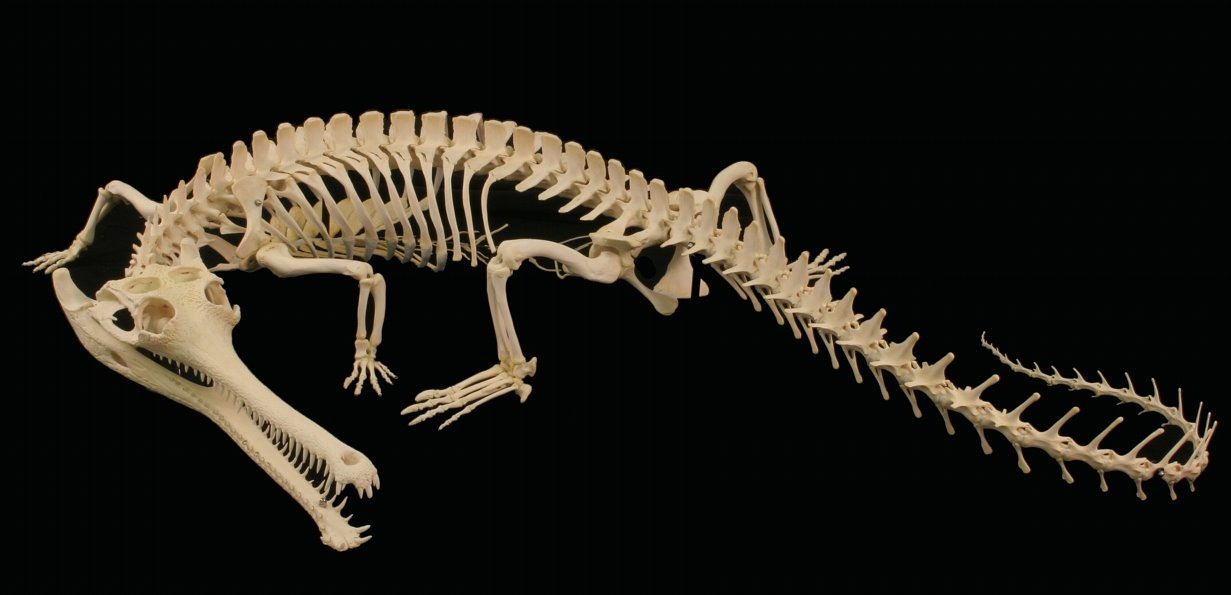
Esquelet de gavial

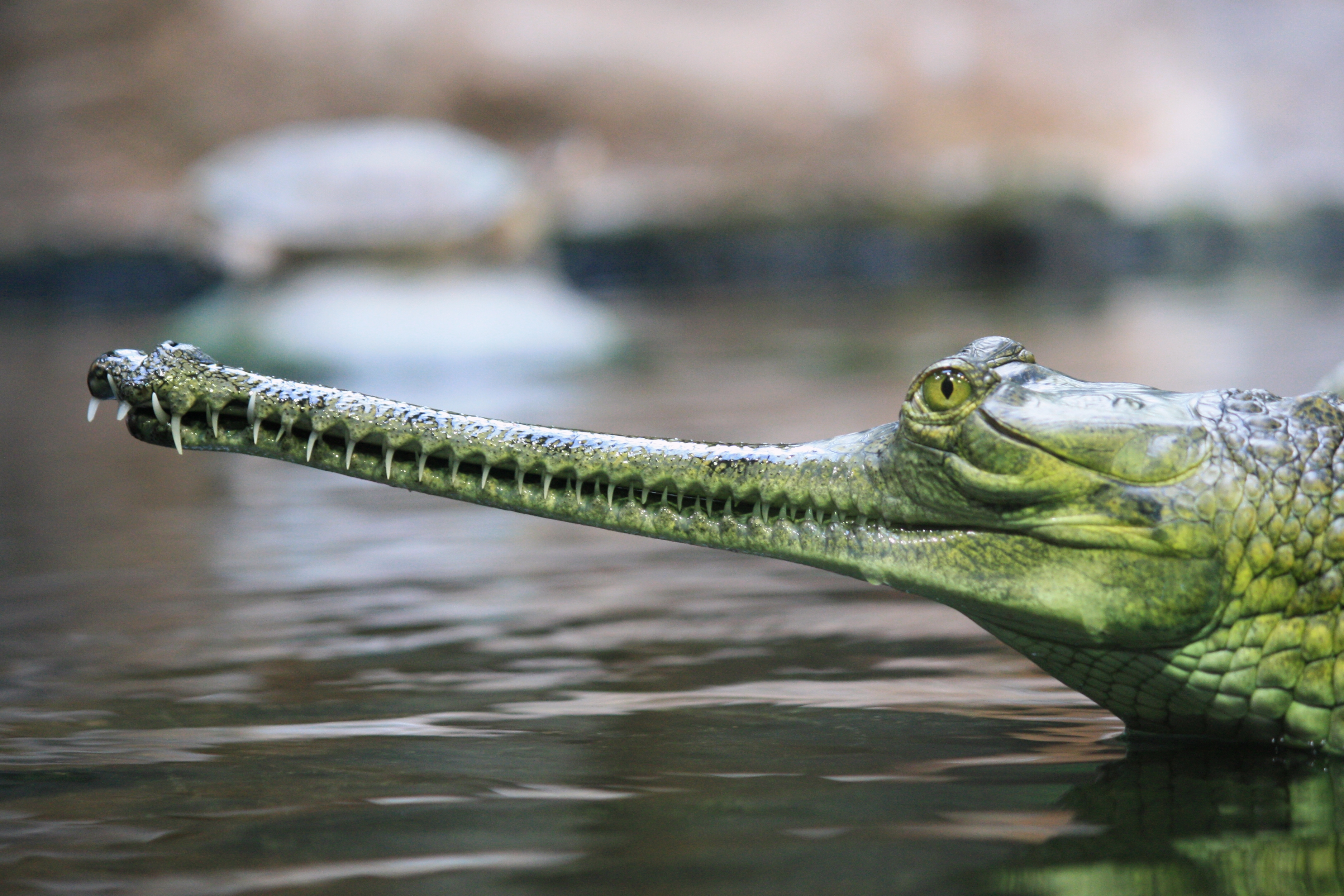
Femella de gavial, zoo de Praga

La característica principal d'aquesta espècie és la seva mandíbula estreta i allargada, que seria una adaptació a la dieta principalment piscívora. La mandíbula es va eixamplant i allargant a mesura que l'animal envelleix. El musell està revestit per 110 dents afilades que es fan més curtes i gruixudes amb l'edat. Consta de 27-29 dents superiors i 25-26 inferiors a cada costat. Podem diferenciar als mascles per un bulb cartilaginós que trobem a l'extrem del morro, aquest es presenta només en mascles madurs i s'anomena ghara per la paraula hindi que significa “olla”, ja que aquest bulb s'assembla a una olla de fang. Els gavials són l'única espècie existent de cocodril amb dimorfisme sexual visible. Aquest bulb permet als mascles modificar els xiulets que produeixen per les fosses nasals, aquest so es pot escoltar a gairebé un quilòmetre de distància. Malgrat que es desconeix la funció d'aquest bulb, es creu que té un paper important en la reproducció, ja que permetria a les femelles reconèixer els mascles madurs i s'involucraria en conductes sexuals associades.
La cua d'aquesta espècie és aplanada lateralment i ben desenvolupada, facilita la propulsió de l'animal i també li serveix per atrapar les preses. Té les potes posteriors palmades que li donen bona mobilitat i capacitat de maniobra en aigües profundes. Tot i així, a terra, el gavial adult només es pot desplaçar relliscant sobre el ventre.
Típicament els gavials adults són de color oliva fosc, mentre que els joves tenen un color més pàl·lid. Tenen bandes fosques i taques al cap, cos i cua. Les superfícies dorsals s'enfosqueixen, cap a un color gairebé gris-negre, cap als 20 anys, mentre que les superfícies ventrals són de color blanc-groguenc. El coll és allargat i gruixut. Les crestes dorsals es restringeixen a les regions mitjanes de l'esquena. Els dits són curts i densament palmats.

## Distribució i hàbitat
Els gavials habiten principalment en rius amb bancs alts de sorra que utilitzen per construir els nius. Vivien en tots els rius del subcontinent de l'Índia, des del nord del riu Indus al Pakistan fins al riu Irauadi a Myanmar, però la seva distribució es limita actualment a només el 2% de la seva antiga àrea.

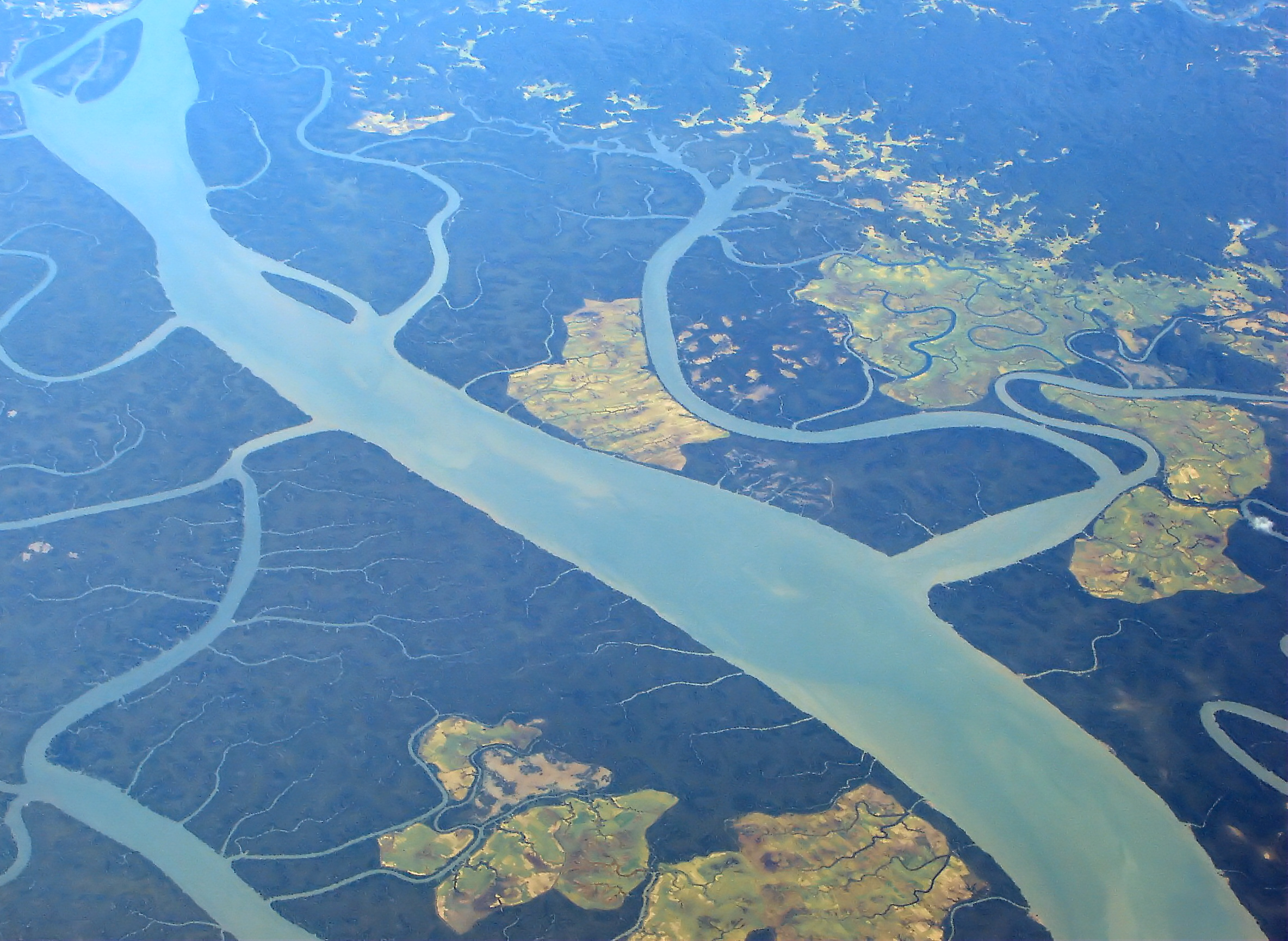
Riu Irauadi, Myanmar

A l'Índia trobem petites poblacions que estan augmentant, als rius del:
- Santuari Nacional de Chambal
- Santuari de Katarniaghat
- Santuari del riu Son

A més, existeix una petita població a Mahanadi, al Santuari Satkosia Gorge.
Al Nepal, hi ha petites poblacions que s'estan recuperant en rius afluents del Ganges com:
- Al riu Narayani-Rapti del Parc Nacional Chitwan

- Al riu Karnali-Babai del Parc Nacional de Bardia[3][13]

En general, s'aparellen a l'estació freda i els ous fan eclosió abans de l'inici del monsó.

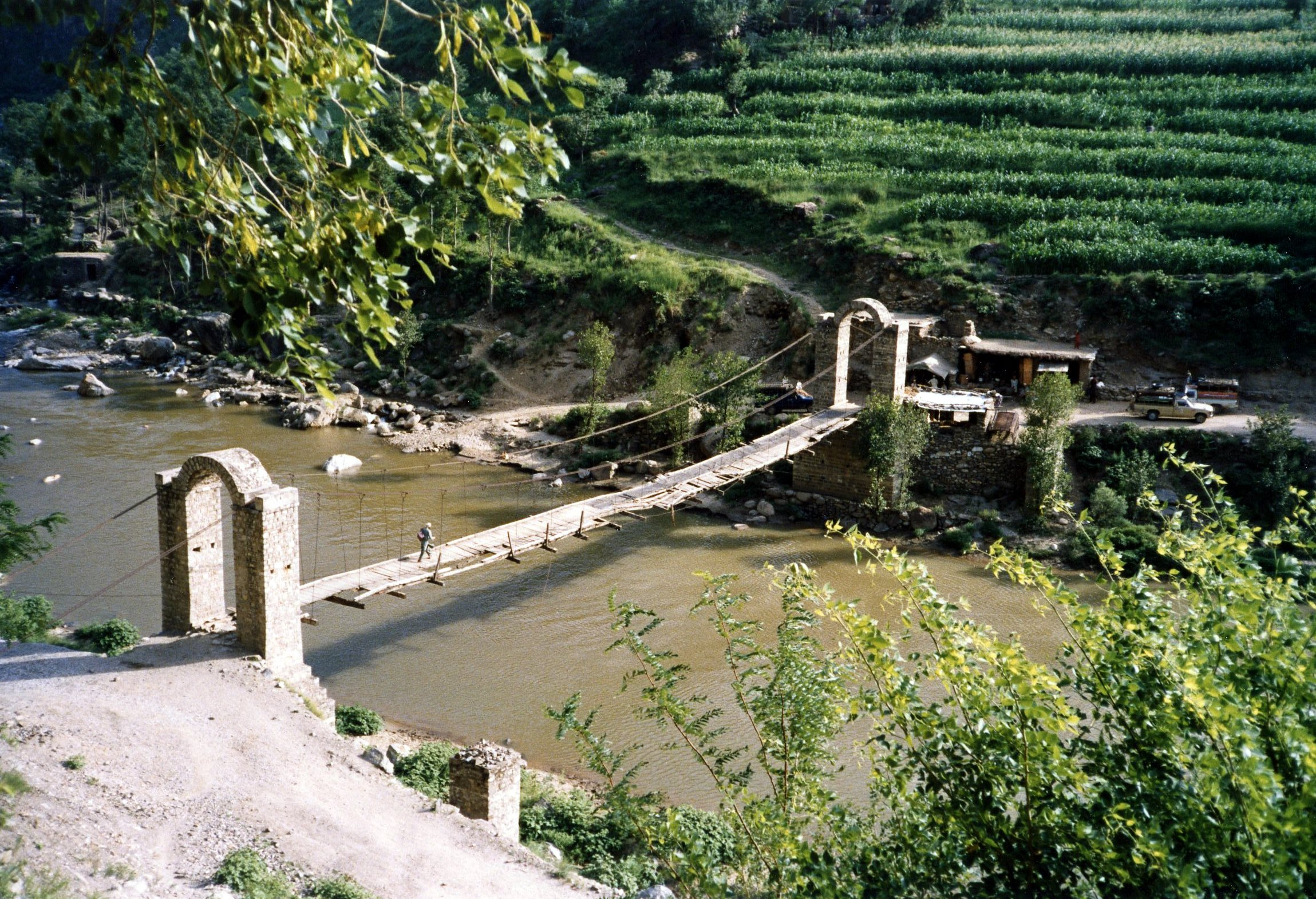
Riu Indus, Pakistan

És una espècie simpàtrica amb el cocodril persa (Crocodylus palustris) i antigament també ho era amb el cocodril marí (Crocodylus porosus) al delta del riu Irauadi.
L'any 1977, es van trobar quatre nius de gavial al riu Girwa del Santuari Katarniaghat, on fins al 2006 es van alliberar 909 individus. Aquell any es van trobar només 20 nius, així que en 30 anys de reintroducció suposa que només 16 femelles van arribar a gestar, equival a un 2% del total de gavials alliberats fins a aquell any. Es pot entendre doncs, que no és una gran recuperació tenint en compte els esforços i diners necessaris. Alguns experts pensen que aquest resultat es deu al fet que l'hàbitat ha arribat al màxim de la seva capacitat de càrrega.
El 1978 es van registrar 12 nius al riu Chambal, del Santuari Nacional de Chambal, on es van alliberar 3.776 gavials fins al 2006. L'any 2006 es van trobar 68 nius, un 500% més, tot i que es va veure que les femelles madures que es reproduïen només eren un 2% de total d'individus alliberats.

## Ecologia
Els gavials són els cocodrils més aquàtics que trobem en l'actualitat, els adults pràcticament no poden moure’s per terra quan es troben amb petits desnivells, mentre altres cocodrilians si que poden fer-ho. Així que, el seu moviment a terra es limita bàsicament al lliscament. Generalment viuen en rius amb cabal estable, en zones profundes que tenen grans bancs de sorra i molts peixos. Els bancs de sorra exposats a l'exterior s'utilitzen per a la posta d'ous.

### Alimentació
El seu musell estret i allargat redueix la resistència a l'aigua afavorint la caça dels peixos, a més, les dents intercalades i molt afilades estan adaptades per la captura. Els gavials joves s'alimenten d'insectes, capgrossos, peixos petits i granotes, mentre que els adults s'alimenten de peixos i petits crustacis. Les seves mandíbules són massa primes per agafar preses més grosses, com ara persones.
Per atrapar els peixos, esperen, i en veure’ls passar nedant, baten ràpidament el cap i els atrapen amb les mandíbules. Mantenen els peixos prop de la riba bloquejant-los amb el cos i utilitzen la mandíbula, obrint-la i tancant-la sota l'aigua, per atordir-los. No masteguen les preses sinó que les empassen senceres, els individus joves s'amaguen i alimenten en aigües poc profundes, en créixer comencen a alimentar-se en aigües més profundes. Els gavials de fins a 120 cm prefereixen fondaries d'1-3 m, fins a 180 cm cacen i s'amaguen a 2.3 m de fondaria. Els gavials adults prefereixen aigües de més de 4m de profunditat.

### Reproducció
Els mascles maduren al voltant de 13 anys, moment en què el ghara comença a créixer en el musell. Es comuniquen i avisen als companys fent xiulets i brunzits, mentre patrullen els seus territoris, i poden tenir un harem de femelles dins d'un territori que defensen agressivament d'altres mascles. Les femelles comuniquen la seva disposició a aparellar-se aixecant el musell cap amunt. Durant el festeig, els mascles i les femelles segueixen possibles parelles fins a triar a un company adequat. L'aparellament també implica fregaments amb el cap i el musell.
Generalment s'aparellen durant desembre i gener. Durant l'estació seca al març i abril, caven nius a les vores dels bancs de sorra, a una distància d'entre 1 i 5 metres de la línia de flotació. Aquí, caven amb les potes de darrere forats profunds, d'uns 50-60 cm on les femelles ponen els ous, entre 20 i 95. Els ous són els més grans d'entre totes les espècies de cocodril i pesen una mitjana de 160 g. Després de 71 a 93 dies d'incubació, els ous es desclouen al juliol, just abans de l'inici de la temporada de pluges. El sexe de les cries està determinat per la temperatura, igual que en altres cocodrils. Les femelles desenterren les cries en resposta als sons que fan en descloure l'ou, però no les ajuden a arribar a l'aigua.

## Amenaces
La població de gavial s'ha reduït segons les últimes estimacions des dels entre 5.000 i 10.000 individus que vivien el 1946 fins a menys de 235 individus vius l'any 2006, això representa una reducció del 96-98% en aproximadament tres generacions. Aquesta reducció es deu a la caça per utilitzar-ne la pell o com a trofeu, a la mort per culpa de pescadors, i a l'ús d'aquest animals en la medicina. A més, els seus ous es recullen per al consum humà. Els individus que encara trobem avui dia provenen de diverses subpoblacions fragmentades.
Actualment la caça ja no suposa una amenaça significativa, però entre 1997 i 2006 es va produir una gran reducció, del 58% aproximadament, a causa de:
- la pesca i l'augment de l'ús de xarxes en els hàbitats d'aquesta espècie, fins i tot en zones protegides.

- la reducció del seu hàbitat a causa de l'augment del rec, els canals i els embassaments artificials.

- els canvis en el curs dels rius per extracció de sorra i per sedimentació.

L'any 2007 es va trobar un grup de gavials morts al riu  Chambal. Es creia que la mort havia estat causada per l'ús de xarxes de manera il·legal per part dels pescadors, però després de l'anàlisi post-mortem es van trobar alts nivells de metalls pesants com plom i cadmi, que provocaren úlceres d'estómac i juntament amb paràsits (protozous) es creu que van provocar-ne la mort.

## Conservació
El Gavialis gangeticus es troba llistat a l'apèndix I de CITES.

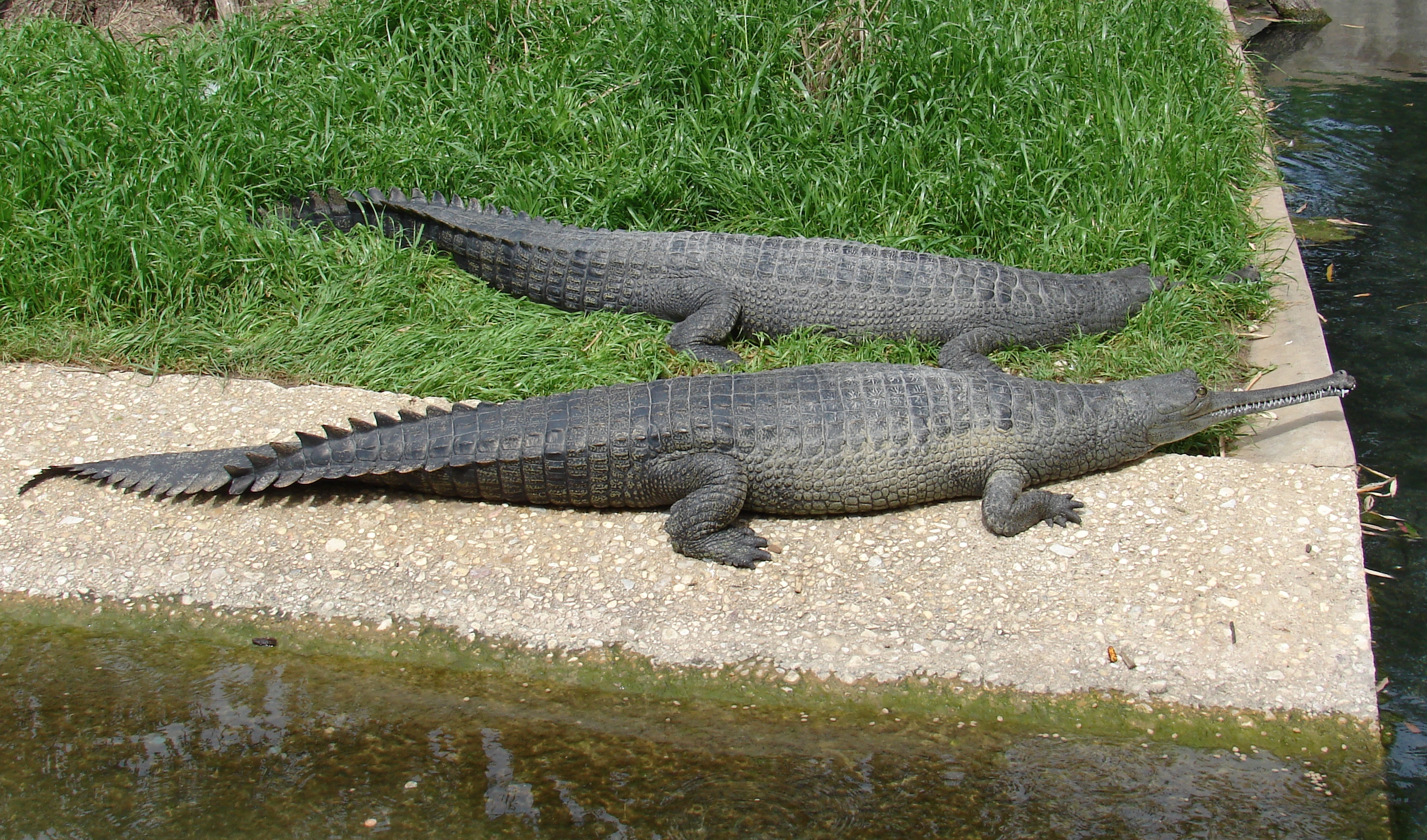
Gavials al zoo de San Antonio

L'any 1976 la població de gavial en llibertat s'havia reduït des dels 5.000 o 10.000 exemplars de 1940 a menys de 200, una disminució del 96%. El govern de l'Índia va aprovar en aquell moment que es protegís aquesta espècie. El 1997 la població estimada era de 436 adults, que es va reduir fins a 182 el 2006. Aquesta davallada es va produir en un període de 9 anys, en el pas d'una sola generació, per això es va classificar el gavial com a espècie en perill crític a la llista de UICN.
S'estima que, a partir d'un estudi del 2007, actualment hi hauria entre 200 i 300 individus al món.

### Conservacióin situ
Els programes de conservació que s'han dut a terme a l'Índia i el Nepal, es basen en l'establiment d'àrees protegides i la repoblació amb animals nascuts en captivitat, però no es va tenir en compte la viabilitat d'aquestes poblacions.
S'alliberaven gavials joves en hàbitats inhòspits als rius de l'Índia i del Nepal i eren abandonats a la seva sort. Per això, la reintroducció no va funcionar bé, a més de l'existència d'altres pressions creixents per l'espècie, com ara l'esgotament dels recursos pesquers. Tampoc s'ha fet un monitoratge, ni s'ha investigat sobre la seva adaptació, migració i altres aspectes clau per a la reintroducció i supervivència.
El Projecte Crocodile va començar el 1975 sota els auspicis del Govern de l'Índia amb l'ajuda del Fons de Desenvolupament de les Nacions Unides i l'Organització per a l'Agricultura i l'Alimentació. El projecte inclou un programa de reproducció i cria en captivitat intensiva per introduir-los en hàbitats amb un baix nombre de gavials. 

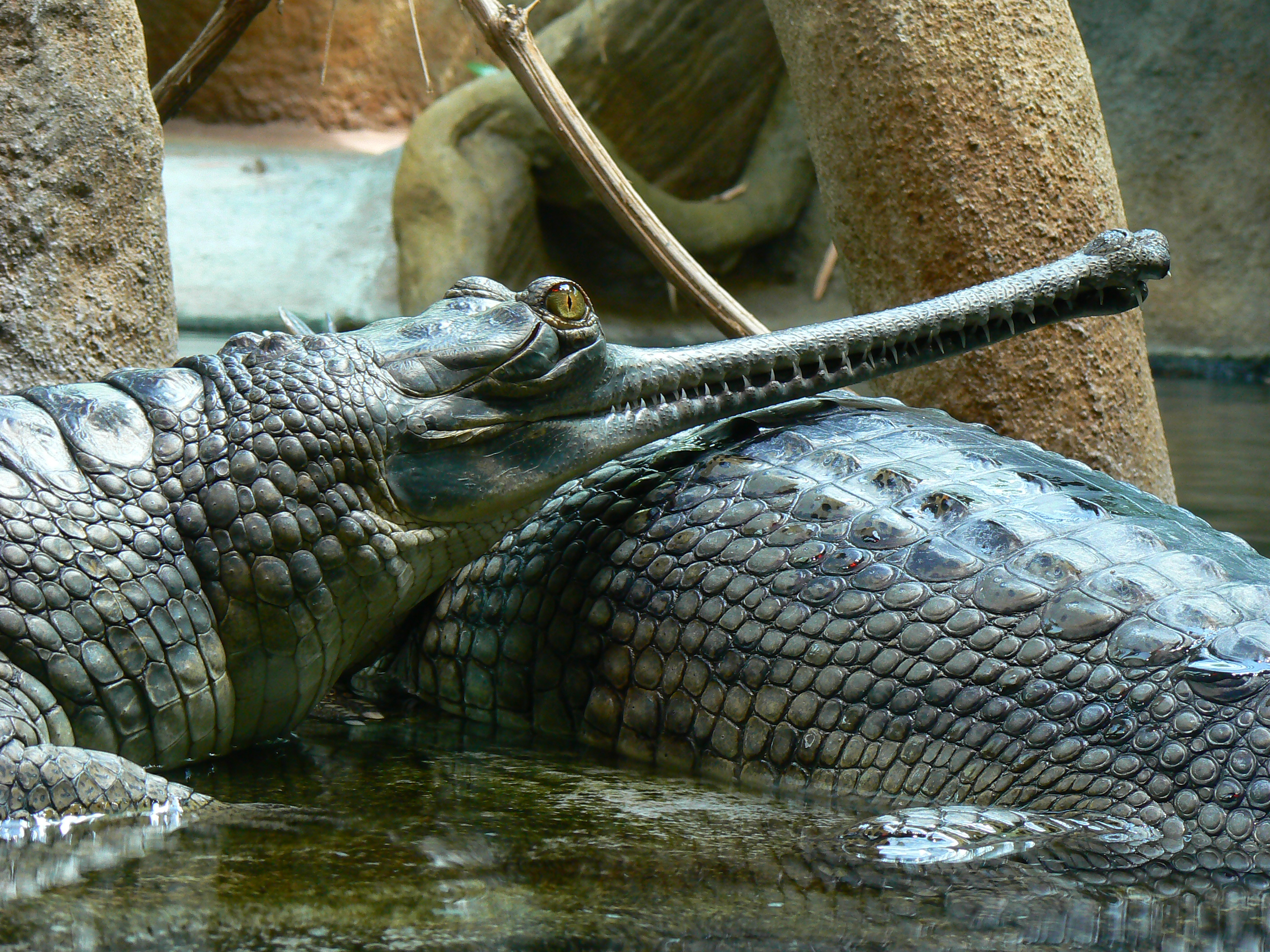
Gavials al zoo de Praga

### En captivitat
Trobem gavials en captivitat al Santuari Nacional de Chambal a Uttar Pradesh i al Centre de Cria de Gavials (Gharial Breeding Centre) al Parc Nacional Chitwan, al Nepal, on es crien durant uns dos o tres anys, fins que arriben a medir aproximadament un metre de llargada i s'alliberen.
A l'Índia també en trobem al Madras Crocodile Bank Trust, als parcs zoològics Indira Gandhi, Bannerghatta i Junagadh, als parcs Jawaharlal Nehru a la ciutat de Bokaro Steel i Itanagar. Trobem una parella d'aquesta espècie als jardins zoològics de Sri Lanka i el zoo de Singapur. El zoo japonès de Nogeyama té dues femelles. A Europa i Estats Units en trobem a alguns zoos, com el de Praga, Honolulu i San Diego. El maig del 2000 la granja francesa de cocodrils La Ferme aux Crocodiles va rebre sis joves provinens del Centre de Cria del Nepal.

## Evolució
Es creu que el primer gavial podria estar relacionat amb els tipus moderns. Alguns gavials van morir  al mateix temps que els dinosaures a finals del Cretaci, altres van sobreviure fins a principis de l'Eocè. Les formes modernes van aparèixer gairebé al mateix temps i van evolucionar en aigües costaneres d'Àfrica, posteriorment van creuar l'Atlàntic per arribar a Amèrica del sud.
El descobriment de les restes fòssils del gavial porto-riqueny Aktiogavialis puertorisensis a una cova situada a San Sebastián, Puerto Rico, va suggerir que el Carib va servir d'enllaç entre els dos continents.

## Taxonomia

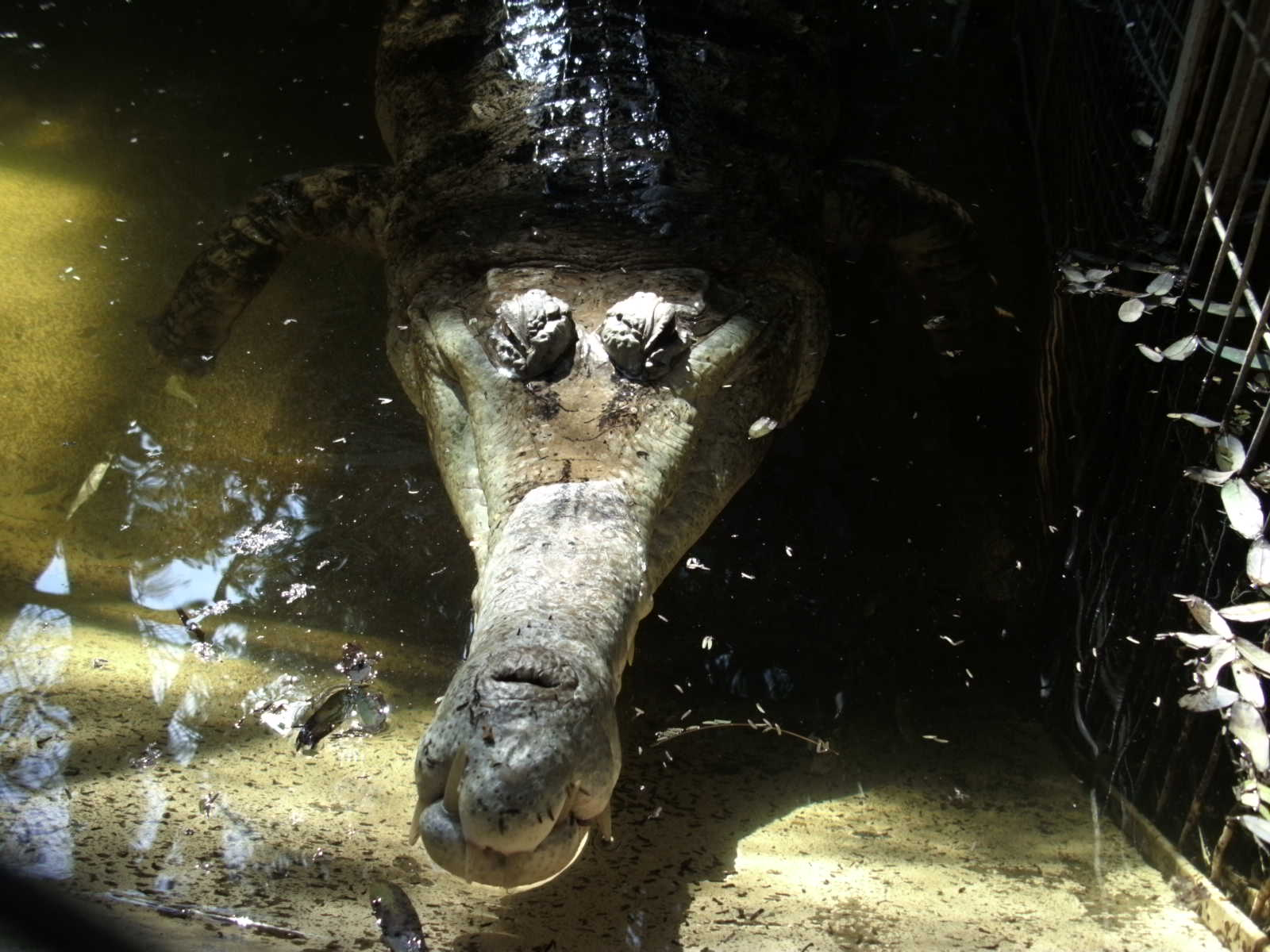
Exemplar de fals gavial (Tomistoma schlegelii)

El gavial i altres espècies relacionades s'agrupen segons els taxonomistes de dieferentes maneres:
Els paleontòlegs, parlen del llinatge d'espècies semblants al gavial fent servir el terme Gavialoidea. En canvi, si els tres grups supervivents dels cocodrilians es consideren de famílies separades, el gavial serà un dels dos memebres dels Gavialidae, que està relacionat amb la família Crocodylidae (cocodrils) i Alligatoridae (alligators i caimans). Com a alternativa, es poden classificar els tres grups com a família Crocodylidae, i cada un d'ells formarà part d'una subfamília:  Gavialinae, Crocodylinae i Alligatorinae.   